# Oklahoma City Stars
Die Oklahoma City Stars waren ein US-amerikanisches Eishockeyfranchise der Central Hockey League aus Oklahoma City, Oklahoma.  

## Geschichte
Die Besitzer der Oklahoma City Blazers aus der Central Hockey League verkauften 1978 die Mannschaft, die daraufhin das Farmteam der Minnesota North Stars aus der National Hockey League wurde, die das Team in Oklahoma City Stars umbenannten. In den vier Spielzeiten ihres Bestehens kam die Mannschaft nach dem zweimaligen Verpassen der Playoffs um den Adams Cup auch in den folgenden beiden Spielzeiten nicht über die erste Playoffrunde hinaus. In der Saison 1981/82 waren die Oklahoma City Stars das Farmteam des NHL-Teams Calgary Flames. Anschließend stellte die Mannschaft den Spielbetrieb ein. 

## Saisonstatistik
Abkürzungen: GP = Spiele, W = Siege, L = Niederlagen, T = Unentschieden, OTL = Niederlagen nach Overtime SOL = Niederlagen nach Shootout, Pts = Punkte, GF = Erzielte Tore, GA = Gegentore, PIM = Strafminuten
| Saison  | GP | W  | L  | T | OTL | SOL | Pts | GF  | GA  | Platz     | Playoffs                       |
| 1978–79 | 76 | 34 | 41 | 1 | —   | —   | 69  | 277 | 311 | 5., CHL   | nicht qualifiziert             |
| 1979–80 | 80 | 33 | 44 | 3 | —   | —   | 69  | 261 | 268 | 7., CHL   | nicht qualifiziert             |
| 1980–81 | 79 | 39 | 38 | 2 | —   | —   | 80  | 312 | 328 | 4., CHL   | Niederlage in der ersten Runde |
| 1981–82 | 80 | 25 | 54 | 1 | —   | —   | 51  | 300 | 397 | 4., South | Niederlage in der ersten Runde |